# Пашаев, Агаверди Ага Али оглы
Пашаев Агаверди Ага Али оглы (азерб. Ağaverdi Ağaəli oğlu Paşayev; род. 27 октября 1950, Баку) — азербайджанский дирижёр, заслуженный деятель искусств Азербайджана (2005), Народный артист Азербайджана (2008), профессор (1999), лауреат Ордена «Слава» (2016).

## Биография
Агаверди Ага Али оглы Пашаев родился 27 октября 1950 года в Баку. В раннем возрасте отец, заметив его любовь к музыке, подарил ему маленький тар. В 1960 году его отец записал его в 12-ю музыкальную школу. Здесь первым его учителем стал Надир Ахмедов, затем Агасалех Абасалиев. Находясь на 3 курсе 12-й музыкальной школы, Агаверди Пашаев принимал участие в конкурсах под названиями «Oxu, tar» («Пой, тар»), «Dən nəğmələr qoş» («Поставь песню»), «Oxu, bülbül» («Пой, соловей»), становясь лауреатом. Становился победителем VI, VII общесоюзных конкурсов[уточнить].
В 1971 году успешно окончив Музыкальный техникум им. А. Зейналлы, Агаверди Пашаев поступил в Академию им. У. Гаджибекова. В Академии учился мастерству тара под руководством Камиля Ибрагимова. Ещё находясь в музыкальном техникуме, также изучал дирижирование. Закончив консерваторию в 1976 году, был призван на военную службу и стал дирижером в военном оркестре.
С 1979 года начал преподавать в Консерватории им. У. Гаджибекова и Азербайджанском государственном институте искусств на кафедре «Народные инструменты». В это время он также обучал дирижированию военные оркестры. В 1999 году был назначен руководителем Государственного ансамбля песни и танца в Филармонии. Позже ему предложили создать Государственный ансамбль народных инструментов, что было реализовано в 2000 году.
Пашаев имеет обширный репертуар, включая оригинальные произведения и аранжировки для народного оркестра от азербайджанских и зарубежных композиторов. В его репертуаре присутствуют как классические произведения, так и обработки народных песен для солистов и оркестра. Он также организовал выступления вместе с известными исполнителями мугама, такими как Лютфияр Иманов, Фарханд Касымова и другими. Среди его достижений — победа на международном конкурсе «Восточные мелодии» в 2017 году в Узбекистане.

## Награды
- Заслуженный деятель искусств Азербайджана (2005)[1]
- Лауреат президентской премии (2002,[2] 2008[3])
- Народный артист Азербайджана (2008)[4]
- Орден «Слава» (2016)[5]
- Международная премия «Золотой Ченг» (Иран, 2003, 2004)
- Лауреат премии «Хумай» (дважды)
- Медаль «TÜRKSOY» к 20-летию
- Почетный гражданин городов Шеки, Евлах, Астара
- Персональный пенсионер Президента Азербайджана (2009)[6]
- Почётная медаль ТЮРКСОЙ в честь Мукана Тулебаева (2019)[7]